# Colonial Theatre (Harrisburg)
Colonial Theatre, také známý jako Lochiel Hotel, je historická divadelní a komerční budova v Harrisburgu v Pensylvánii.
Objekt se skládá z pěti pater a je z cihel. Původní divadlo bylo postaveno kolem roku 1836 jako hotel v novořeckém stylu a s čtyřsloupovým portikem do Market Street. Bylo následně několikrát přestavováno. V roce 1870 byla přidána mansardová střecha. Zadní hlediště bylo přidáno v roce 1912, kdy byl objekt převeden z hotelu na hotel a divadlo. Vstupní hala byla přestavěna v roce 1930/1940 v art deco stylu; hlediště má italský renesanční styl. Divadlo a hotel byly uzavřeny v roce 1976 a použity pro kanceláře a obchody.
V roce 1982 byl objekt zařazen do National Register of Historic Places.